# متلازمة فرط نشاط قشر الكظر الكاذب
متلازمة فرط نشاط قشر الكظر الكاذب هي حالة طبية حيث يعاني المرضى من علامات سريرية وأعراض واضطراب في معدل الهرمونات التي نراها في متلازمة فرط نشاط قشر الكظر. ومع ذلك فإن متلازمة فرط نشاط قشر الكظر الكاذب لاتندرج تحت العيوب التي في الهيبوثلامس، النخامية والغدة الدرقية. هي حالة مجهولة السبب.

## الاستقصاءات والفحوصات
ترتقع مستويات الكورتيزول والهرمون الموجه لقشر الكظر.
خلال 24 ساعة يرتفع مستوى الكورتيزول في البول.
فشل فحص التثبيط بالديكساميثازون  في تثبيط الكورتيزول المصلي.
فقدان التغير في مستوى الكورتيزول
ارتفاع الحجم الكروي الوسطي وناقلة الببتيد غاما غلوتاميل ربما يكون دلالة على إدمان الكحول.
متلازمة تكيس المبايض يبنبغي اسبتعادها.

## التشخيص التفريقي
يصعب تمييز المتلازمة الكاذبة عن متلازمة فرط نشاط قشر الكظر، لكن هناك عدة عوامل تساعد في التشخيص.
الاسباب البديلة لمتلازمة فرط نشاط قشر الكظر يجب استبعادها مع تصوير الرئتين والغدة الكظرية والغدة النخامية، هذه عادة تكون طبيعية في فرط نشاط قشر الكظر.
عند المرضى الكحوليين الذين يعانون من متلازمة فرط نشاط قشر الكظر الكاذب. عند دخولهم للمستشفى وابتعادهم عن الكحول ينتج عنه تراجع مستوى الكورتيزول للحد الطبيعي خلال خمسة أيام باستثناء مرضى متلازمة فرط نشاط قشر الكظر.
السبب الآخر في متلازمة فرط نشاط قشر الكظر هو السرطانات النادرة (سرطان قشرة الكظر)، عند تحول الورم الحميد في الغدة الكظرية إلى ورم خبيث ويبدأ في افراز الكورتيزول الخاص به. هذا يؤدي إلى أعراض مشابهة لمتلازمة فرط نشاط قشر الكظر وهي أعراض مميتة. فترة الحياة المتوقعة تعتمد على التشخيص المبكر للمرض. استبعاد سرطان قشرة الكظر يعتمد على صورة طبقي محوري للبطن والتي تكشف حجم ومكان أورام الغدة الكظرية.

## المآل
نتائج مستوى الهرمون في الدم والأعراض السريرية تعود لمعدلاتهاالطبيعية في حال التوقف عن شرب الكحول والتخلص من الاكتئاب.